# Siarhiej Rutenka
Siarhiej Alaksiejewicz Rutenka (biał. Сяргей Аляксеевіч Рутэнка; ur. 29 września 1981 w Mińsku) – białoruski piłkarz ręczny, rozgrywający. Obecnie występuje w hiszpańskiej Lidze ASOBAL, w drużynie FC Barcelona.
W latach 2003–2008 występował w reprezentacji Słowenii. W styczniu 2008 r. otrzymał hiszpańskie obywatelstwo, dzięki temu w latach 2008–2010 reprezentował Hiszpanię. W 2010 r. postanowił reprezentować Białoruś.

## Osiągnięcia

### klubowe
- 2003, 2004, 2005: mistrzostwo Słowenii
- 2003, 2004: puchar Słowenii
- 2006, 2007, 2008, 2010: puchar ASOBAL
- 2008, 2009, 2011: mistrzostwo Hiszpanii
- 2010: wicemistrzostwo Hiszpanii
- 2004, 2006, 2008, 2009, 2011: zwycięstwo w Lidze Mistrzów
- 2008, 2010: puchar Króla
- 2015: Liga Mistrzów
- 2010: finalista Ligi Mistrzów
- 2014: brązowy medal Ligi Mistrzów

## Nagrody indywidualne
- 2006: Król strzelców Mistrzostw Europy
- 2004/2005: Król strzelców Ligi Mistrzów EHF